# Emilio Zapatero Ballesteros
Emilio Zapatero Ballesteros (Valladolid, 29 de mayo de 1900 - ibídem, 20 de febrero de 1987) fue un Catedrático de la Facultad de Medicina de Valladolid y autor de numerosos tratados de su especialidad. Su Microbiología médica (1940) sirvió durante décadas como texto de referencia para los estudios de medicina en los países de habla hispana, con más de veinte versiones y ediciones en castellano y en inglés desde la primera de 1940 hasta la última de 1975.

## Biografía
Fue el fundador y también director de la Agrupación Musical Universitaria de Valladolid, orador de talla, y columnista habitual del diario El Norte de Castilla.
Fue también autor de varios tratados de higiene rural, como Higiene y sanidad de los municipios pequeños (1949) o Higiene y sanidad del ambiente rural (1953, tres ediciones), que tuvieron un importante papel en la mejora de la salud en zonas rurales de España.
Sus cualidades como orador, capaz de absorber la atención de todo tipo de públicos con narraciones amenas y emocionantes de trabajos científicos, llevaron a sus editores a publicar algunos de sus discursos, destacando la Historia de la penicilina (1946), reeditada en distintas ocasiones con variaciones en el título.
Algunos de sus discursos en la Real Academia de Medicina y Cirugía de Valladolid, de la cual era académico y secretario general perpetuo, también quedaron como referentes, destacando el que recoge la Historia de la Real Corporación, publicado por la Editorial Sever Cuesta en 1950.
Como escritor y cronista, es recordado por su columna mensual en el diario El Norte de Castilla, en la que recogía reflexiones de su tiempo, así como sus investigaciones galdosianas. Firmó su última columna en El Norte el 11 de enero de 1986, apenas un año antes de fallecer, terminando con estas palabras: «Tengo ya ochenta y cinco años... y ya tengo que dejarlo definitivamente».
En 2015 se publicó póstumamente su única novela, Un médico. Escrita en los años cincuenta y completada en 1958, es un relato de fuerte carácter autobiográfico en que queda retratado el Valladolid de primera mitad del siglo XX.
El aula Emilio Zapatero, de la Universidad de Valladolid, está dedicada a su memoria.